# 近藤詔治
近藤 詔治（こんどう しょうじ、1942年12月6日 - ）は、日本の経営者。日野自動車社長、会長を務めた。愛知県名古屋市出身。

## 経歴
東海高等学校を経て、1965年に東京大学法学部を卒業し、同年にトヨタ自動車工業に入社。
1997年6月に取締役に就任し、2001年6月には常務に就任。2003年6月に日野自動車副社長に就任し、翌年6月には社長に昇格し、2008年6月から2011年6月までに会長を務めた。
2015年4月に旭日中綬章を受章。